# Elecciones legislativas de Bulgaria de 2017
Las elecciones legislativas se celebraron en Bulgaria el 26 de marzo de 2017. Originalmente se habían programado para 2018 al final del mandato de cuatro años de la Asamblea Nacional.  Sin embargo, luego de la renuncia del Primer Ministro Boyko Borisov y el fracaso de los partidos búlgaros para formar un gobierno, se convocaron elecciones anticipadas. Borisov renunció tras la derrota de Tsetska Tsacheva, el candidato de su partido GERB, en las elecciones presidenciales de noviembre de 2016. La campaña electoral oficial comenzó el 24 de febrero. GERB ganó una pluralidad, con 95 de los 240 escaños.

## Antecedentes
Durante la campaña presidencial de 2016, Borisov prometió renunciar al cargo de primer ministro si la candidata de su partido, Tsetska Tsacheva, perdía las elecciones.
El 6 de noviembre de 2016, Tsacheva terminó en segundo lugar en la primera vuelta ante el mayor general respaldado por BSP Rumen Radev, recibiendo solo el 22% de los votos en comparación con el 25.4% de Radev.  Tras el resultado, Borisov reiteró su promesa de renunciar si su candidata perdía la segunda vuelta una semana después. El 13 de noviembre de 2016, terminó en segundo lugar con solo el 36.2% del voto popular en comparación con el 59.4% de Radev.  
Borisov, fiel a su promesa, renunció posteriormente el 14 de noviembre. Dos días después, la Asamblea Nacional votó 218 a 0 para aceptarlo.  

## Sistema electoral
Los 240 miembros de la Asamblea Nacional son elegidos por representación proporcional de 31 distritos electorales de múltiples miembros que varían en tamaño de 4 a 16 escaños.  El umbral electoral es del 4%.  

## Resultados
|  | 32.65 % |

|  | 27.19 % |

|  | 9.07 % |

|  | 8.99 % |

|  | 4.15 % |

|  | 3.06 % |

|  | 2.88 % |

|  | 2.86 % |

|  | 2.48 % |

|  | 1.55 % |

|  | 5.12 % |

|  | 93.17 % |

|  | 4.81 % |

|  | 100.00 % |

|  | 53.85 % |